# Opzioni (romanzo)
Opzioni (Options) è un romanzo breve di fantascienza del 1975 di Robert Sheckley.
Nel romanzo si riconoscono le mirabolanti invenzioni e la pungente ironia contro la società contemporanea tipici di Sheckley, ma con una trama infarcita di digressioni psichedeliche che non si ritrova in nessun altro romanzo dello stesso autore.

## Trama
Tom Mishkin è un astronauta che al largo del pianeta Harmonia ha un'avaria alla nave.
Il computer di bordo gli consiglia di atterrare su Harmonia, che guarda caso, è un pianeta usato come deposito per pezzi di ricambio, per comprare il pezzo rotto. Una volta atterrato e presentatosi al computer magazziniere, viene a sapere che, per questioni di sicurezza, i pezzi di ricambi sono stati dislocati su tutto il pianeta. Infatti, sarebbe pericoloso che tutti i pezzi fossero raggruppati in un unico posto, qualora questo fosse distrutto da un qualsiasi evento.
Il robot assicura che un corriere avrebbe portato il pezzo dal punto dove era stato sistemato in poche ore. In effetti il corriere rombando su di una motocicletta arriva a pochi metri dal deposito dove attendeva Miskin ma viene distrutto pochi istanti prima della consegna. Il robot magazziniere fornisce a Mishkin un robot esperto in pericoli del pianeta che lo avrebbe guidato nel punto dove si trovava il pezzo di ricambio.
Qui incomincia l'odissea di Tom, infatti il robot è totalmente inesperto del pianeta, essendo stato programmato per un altro posto. Il viaggio prosegue incontrando stranissime creature, e sarà inframmezzato da visioni oniriche e psichedeliche. Il pezzo di ricambio diventerà un esile filo conduttore che alla fine sparirà del tutto.